# Jurassic Park: Operation Genesis
Jurassic Park: Operation Genesis est un jeu vidéo de gestion s'inspirant de l'univers des films Jurassic Park, réalisés par Steven Spielberg. Développé par Blue Tongue Entertainment et édité par Universal Interactive, le jeu est sorti en 2003 sur Windows, PlayStation 2 et Xbox.

## Système de jeu
Le principe du jeu ne diffère guère de jeux de simulation comme Theme Park ou la série RollerCoaster Tycoon. Le joueur doit tout d'abord former son île, puis y installer l'accueil du centre. Cependant un mode histoire fixe des missions variées à réaliser dans un temps imparti.
Grâce aux différents moyens disponibles, il doit :
- rechercher des améliorations pour son parc
- chercher des fossiles de dinosaures
- améliorer la sécurité des visiteurs
- gérer les équipes de nettoyage
- développer les attractions de son parc
- faire grandir des dinosaures

Les conseils de John Hammond l'informe des principaux risques pour son parc (dinosaure enragé, risque de tornade, dinosaure malade…)
Si toutes les missions du jeu sont terminées par le joueur, un nouveau mode de jeu est déverrouillé, "site B", dans lequel il peut tenter de retracer l'histoire du deuxième film de la série : Le Monde perdu : Jurassic Park, réalisé par Steven Spielberg en 1997. Le but de ce mode de jeu est de prendre du plaisir à observer les dinosaures vivre en liberté (argent illimité, pas de clôtures, etc.).

## Espèces disponibles
Au total, 25 espèces sont disponibles :
Petits Carnivores :
- Albertosaurus
- Ceratosaurus
- Dilophosaurus
- Velociraptor

Grands Carnivores :
- Acrocanthosaurus
- Allosaurus
- Carcharodontosaurus
- Spinosaurus
- Tyrannosaurus

Petits Herbivores :
- Dryosaurus
- Gallimimus
- Homalocephale
- Kentrosaurus
- Pachycephalosaurus
- Styracosaurus

Grands Herbivores :
- Ankylosaurus
- Brachiosaurus
- Camarasaurus
- Corythosaurus
- Edmontosaurus
- Ouranosaurus
- Parasaurolophus
- Stegosaurus
- Torosaurus
- Triceratops

## Accueil
- Jeux vidéo Magazine : 12/20[1]

## Autour du jeu
Joueur du Grenier a fait une vidéo, de sa série Jeu en Vrac, sur le jeu et lui a donné de bonnes critique.